# بخش لو لوکل
بخش لو لوکل یکی از بخشهای ایالت نوشتل  در کشور سوئیس است.